# Авала (воз)
Авала је назив за међународни Еуро-сити воз Железница Србије, мађарских, словачких и аустријских железница, који свакодневно саобраћа на релацији Београд-Беч. (до привременог обустављања саобраћаја на прузи Београд-Нови Сад 2019. године, услед модернизације пруге, саобраћао је преко Новог Сада, Суботице, Будимпеште и Братиславе). У неким претходним варијантама реда вожње, Авала је уместо до Беча саобраћала до Прага.
У Србији представља јутарњи/вечерњи воз повезујући два највећа града у земљи (Београд-Нови Сад). Траса Авале је дуга неколико стотина километара и просечна брзина воза износи само 65 км/сат.
Авала као воз постоји више од две деценије. По први пут путници су могли да путују овим возом 1991. године, када је свакодневно полазио из Београда за Беч преко Будимпеште. Осам година касније Авала је уздигнута на ниво Еуро-сити воза, што је довело до повећања квалитета услуга и употребе вагона вишег квалитета. Воз је састављен од квалитетних климатизованих вагона Железница Србије, укључујући вагон ресторан ЖС. Локомотиве, које се користе су мађарске, МАВ В43 и српске (ЖС 461).
На почетку летње сезоне воз интензивно користе посетиоци фестивала Егзит. Поједини вагони воза Авала из Суботице се као курсна кола без преседања прикључују композицијама које возе из Београда у Бар и Солун (у правцу Беч-Београд).
Данас овај воз представља редовну линију која повезује Београд са средњом Европом. Иако на аустријској/чешких и словачкој територији возови саобраћају у складу са редом вожње (око 90%), на територијама неких других земаља преко којих Авала пролази (Србија, Мађарска) возови често касне. Ова кашњења понекада могу да трају неколико сати.

## Промена трасе
Због реконструкције пруге Београд-Будимпешта (од 2019. године) укинут је сав путнички саобраћај из Србије према Мађарској, тако да је траса воза промењена.